# Научно-исследовательский кинофотоинститут
Научно-исследовательский кинофотоинститут (НИКФИ) — советский и российский научно-исследовательский институт в области кино- и фототехнологий.

## История
Институт создан на основании Постановления СНК СССР 17 декабря 1929 года как Научно-исследовательский институт киностроительства (НИИКС). В 1942 году на базе НИИКС образован Научно-исследовательский кинофотоинститут (НИКФИ).
С начала 1950-х годов НИКФИ располагается в здании, построенном в 1946—1950 годах в Москве на Ленинградском проспекте (архитекторы М. В. Посохин, А. Д. Сурис, инженеры-конструкторы А. И. Гохбаум, И. М. Тигранов). Здание имеет статус выявленного объекта культурного наследия.
В советское время НИКФИ был головной организацией в области кино- и фототехнологий. Выступал представителем от СССР во время международных конкурсов по стандартизации указанных технологий. Оказывал помощь международным кинотехническим организациям. У института был иностранный отдел, включавший в себя 5-6 переводчиков, для дубляжа на русский язык фильмов, созданных на других языках, например, в 1935 году был дублирован фильм «Человек-невидимка» (выпущен в оригинале в 1933 году).
НИКФИ был инициатором развития в СССР техники и технологии формирования объемных (стереоскопических и голографических) изображений. В 1940-х годах здесь была осуществлена не требующая использования специальных очков стереоскопическая кинопроекция на перспективный линзорастровый экран, разработанный в НИКФИ С. П. Ивановым. В институте к 1956 году была разработана и испытана широкоформатная киносистема НИКФИ. Здесь также была создана система стереоскопической кинопроекции «Стерео-70», которая успешно экспортировалась в ряд стран.

## Деятельность

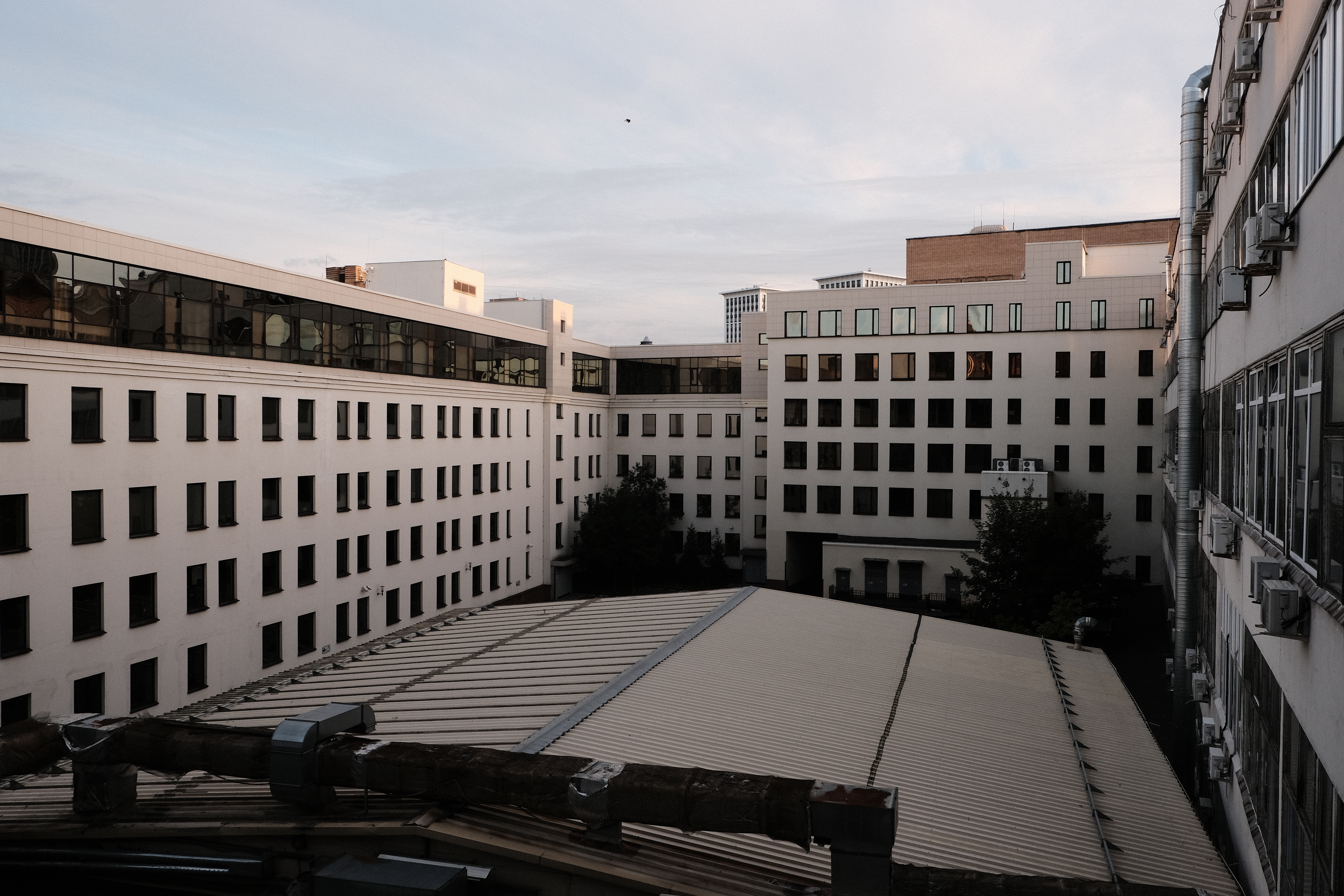
Внутренний двор и вычислительный центр

Основное направление деятельности института кинотехника. В институте работают специалисты в таких областях, как: кинематография, видео и мультимедиа. 
Интересная работа была выполнена в содружестве с архитектором здания института М. В. Посохиным в рамках создания Кремлевского дворца съездов, где был предусмотрен зал «многоцелевого назначения». Сотрудники НИКФИ разработали для зала комплексную систему акустического, звукотехнического и кинопроекционного оборудования. Проект по его завершении был в 1961 году удостоен Ленинской премии (научный руководитель всей работы был от НИКФИ — А. А. Хрущёв, также в составе авторского коллектива от НИКФИ были И. М. Болотников и Б. Г. Белкин).
В институте есть аспирантура для подготовки научных кадров. Во вторник и четверг работает научно-техническая библиотека.
Институт поддерживает издание научно-технического журнала «Мир техники кино».
С 2015 года входит в ОАО «Киностудия имени М. Горького».

## Руководители института
- Лидин-Хжановский, Владимир Иванович (1929—1934)[5]
- Чибисов, Константин Владимирович, исполнял обязанности директора Научно-исследовательского института киностроительства в 1934 году[5]
- Гольдштейн, Израиль Цалевич (1935—?)[5]
- Ирский, Григорий Лазаревич, директор Научно-исследовательского института киностроительства (1936—1939)[6]
- Козлов, Павел Васильевич (1942—1956)[5]
- Успенский, Владимир Иванович (1956—1963)[5]
- Комар, Виктор Григорьевич (1964—1973)[5]
- Иошин, Олег Иванович (1973—1978)[5]
- Фурдуев, Александр Вадимович (1978—1982)[5]
- Василевский, Юрий Антонович (1982—1985)[5]
- Москалев, Борис Александрович (1986—1987)[5]
- Черноярский, Анатолий Александрович (1987—1989)[5]
- Виноградова, Элеонора Леонидовна (1989—2004)[5]
- Винокур, Алексей Иосифович (2004—2005)[5]
- Тимофеев, Александр Евгеньевич (2005—2013)[5]
- Гурьев, Дмитрий Владимирович  (2013—2014)[5]
- Кучеренко, Алексей Валентинович, генеральный директор (2014—?)[7]
- Пичугин, Виктор Николаевич, директор (по состоянию на 2023 год)[8]
- Голдовский, Евсей Михайлович (1942—1950), заместитель директора по научной работе[5]
- Болотников, Игорь Михайлович, заместитель директора по научной работе (1963—1973)[6]

## Награды

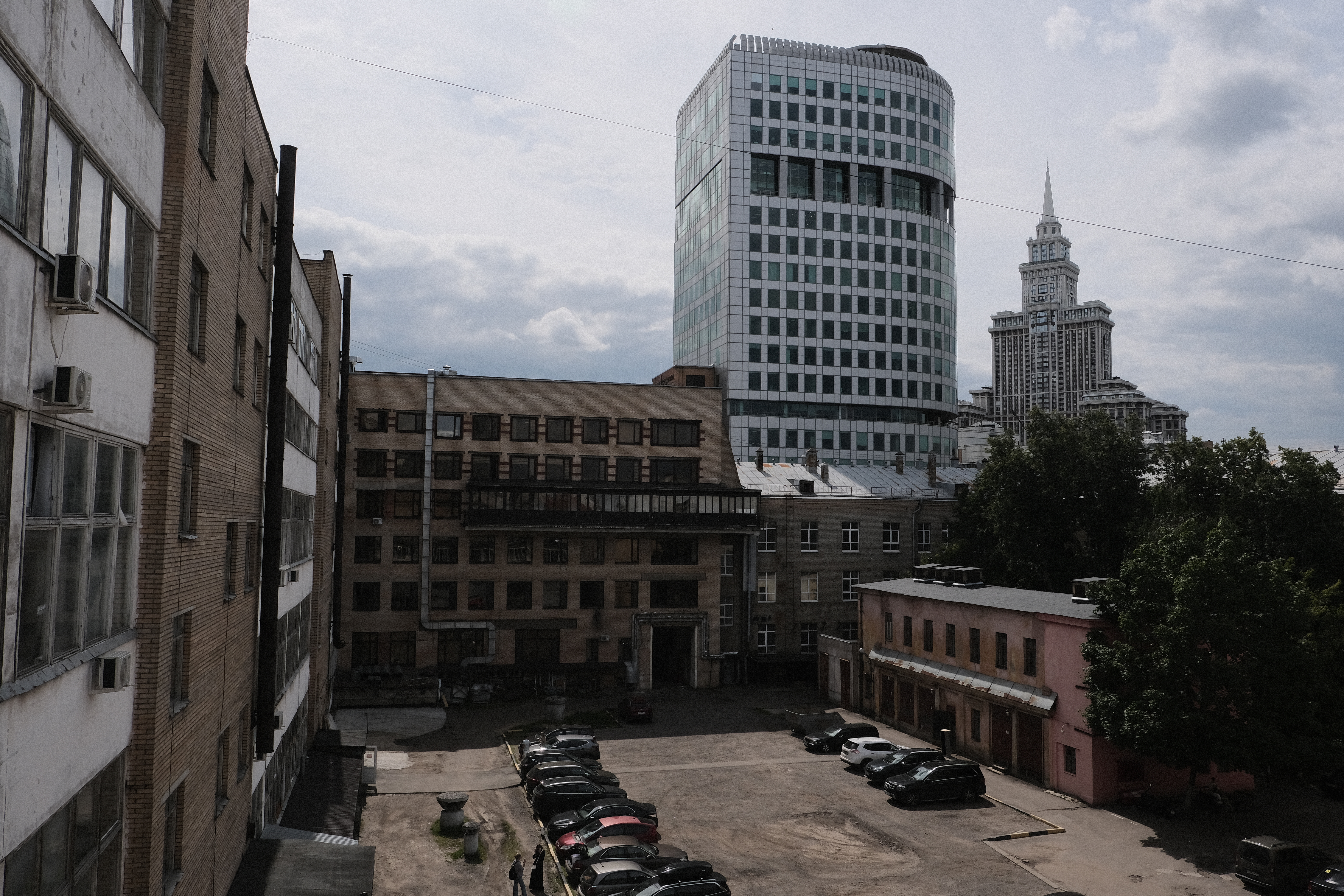
Въезд в институт

- Орден Трудового Красного знамени (1979)[9]
- Премия «Оскар» (1991) — за непрерывное совершенствование трехмерной кинопроекции в СССР в течение 25 лет[9]